# Epilog
Epilog (Symfonische metamorfose nr. 3) is een compositie van de Deense componist Vagn Holmboe. 
De metamorfose is Holmboes variant op "Thema met variaties". Daar waar dat genre zich beperkt houdt tot variëren binnen een thema, wilde Holmboe verder gaan; hij wilde dat er een ontwikkeling in zat.  Hij zou verspreid over ongeveer zeventien jaar vier werken schrijven waarin hij "zijn" genre uitdiepte, maar paste de metamorfose ook in andere werken toe.
Deze derde metamorfose, de langste van de vier, begon als een opzet voor Holmboe's Symfonie nr. 9. Maar nog voor de première had het al haar huidige titel. Die première vond plaats op 23 november 1962 aan de overzijde van de Sont door het Göteborg Symfonieorkest onder leiding van de Deen Johan Hye-Knudsen. De uitgave van BIS Records vergeleek de sfeer van deze metamorfose met muziek van Jean Sibelius. Het motief van het werk is voor het eerst te horen in de lage stemmen van het orkest: celli en contrabassen. Daarna ontwikkelt het eendelig werk alleen met tempowisselingen: Allegro – Adagio – Con moto – Allegro  - allegro molto – Sostenuto – Allegro – Meno allegro. Het werk sluit af met hetzelfde motief van de drie tonen, dat het werk in gang zette.
De componist gaf nooit aan waar het een epiloog op was.
Orkestratie:
- 3 dwarsfluiten, 3 hobo's, 3 klarinetten, 3 fagotten
- 4 hoorns, 3 trompetten, 3 trombones, 1 tuba
- pauken, 2 man/vrouw percussie, celesta
- violen, altviolen, celli, contrabassen